# جامع الفاتحية
جامع الفاتحية (بالتركية: Fethiye Camii)‏ يعرف أيضًا باسم كنيسة ثيوتوكوس باماكاريستوس (باليونانية: Θεοτόκος ἡ Παμμακάριστος، "والدة الرب المباركة")، هي إحدى الكنائس البيزنطية الأكثر شهرة في إسطنبول، تركيا، وكانت آخر مبنى قبل العصر العثماني يضم المجمع المسكوني. البطريركية. تم تحويله عام 1591 إلى مسجد فتحية (بالتركية: Fethiye Camii، "مسجد الفتح")، وهو اليوم متحف يقع جزئيًا في كنيسة جانبية أو باريكليسيون. واحدة من أهم الأمثلة على العمارة الباليولوجية في القسطنطينية، تحتوي الكنيسة على أكبر كمية من الفسيفساء البيزنطية في إسطنبول بعد آيا صوفيا والخورا.
يقع مسجد الكنيسة في جهارشنبة في منطقة الفاتح داخل أسوار القسطنطينية.